# Rhynchopsidium
Rhynchopsidium là một chi thực vật có hoa trong họ Cúc (Asteraceae).

## Loài
Chi Rhynchopsidium gồm các loài: